# 1212 Francette
1212 Francette (1931 XC) là một tiểu hành tinh nằm phía ngoài của vành đai chính được phát hiện ngày 3 tháng 12 năm 1931 bởi Boyer, L. ở Algiers.